# Forteresse de Bashtovë
La forteresse de Bashtovë (en albanais : Kalaja e Bashtovës) est une forteresse quadrangulaire médiévale en ruine située à proximité de l'embouchure de la rivière Shkumbin dans la mer Adriatique, au centre de l'Albanie.
Elle fait partie de la liste indicative de l'Albanie afin de pouvoir prétendre à son inscription sur la liste des sites du patrimoine mondial de l'UNESCO.

## Situation
La forteresse est construite sur un terrain plat et fertile à l'est de l'embouchure du fleuve Shkumbin. Les ruines sont situées à environ 2 kilomètres (1,24 mi) du village de Vilë-Ballaj, dans le comté de Tirana. Elle se trouve à 36 kilomètres (22,4 milles) au nord de Fier, à 20 kilomètres (12,4 milles) au nord-ouest de Lushnjë, à 15 kilomètres (9,3 milles) au sud de Cavaia (Kavajë) et à 40 kilomètres (24,9 milles) au sud-ouest de Tirana.

## Histoire

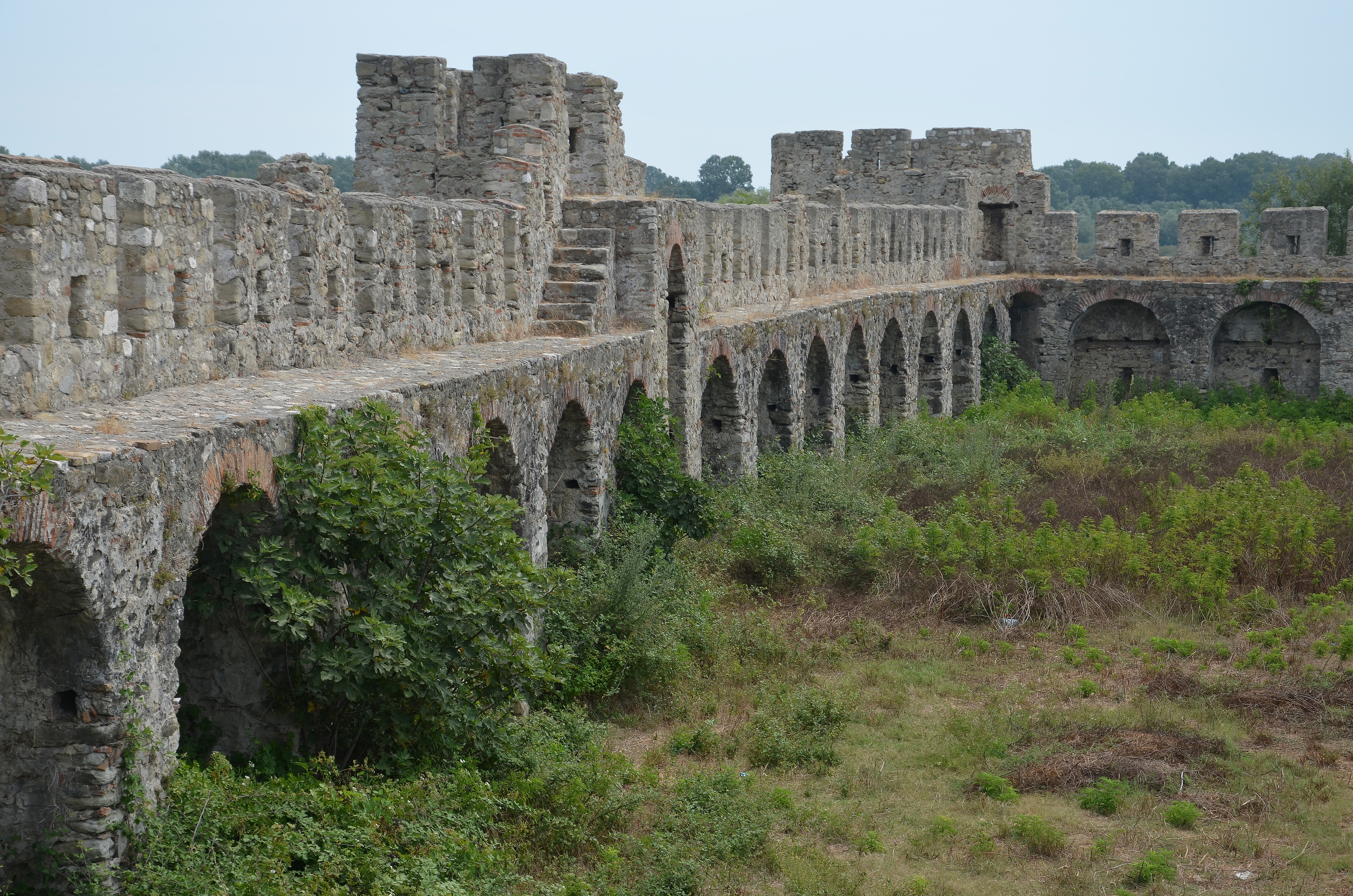
Vue de l'intérieur du château.

Auparavant, au Moyen Âge, la région de Bashtovë était connue comme un port de commerce et par ailleurs un centre d'exportation de céréales. L'origine de la forteresse est depuis un certain temps un sujet de controverse parmi les historiens. La forteresse a été construite à l'époque où la région faisait partie de l'empire vénitien, selon Gjerak Karaiskaj. Cependant, l'historien français Alain Ducellier affirme que les Vénitiens ont construit sur une ancienne structure existante, qui remonte au VIe siècle, lorsque la région était sous l'Empire byzantin sous la dynastie des Justiniens.

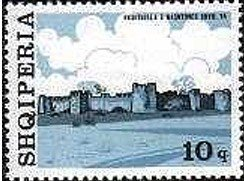
Le château de Bashtovë sur un timbre de 1976.

La forteresse est une structure rectangulaire orientée nord-sud. Il y a trois entrées, d'où il reste encore des traces archéologiques bien conservées : elles ont été placées sur les murs nord, ouest et est. Les murs intérieurs mesurent 9 mètres (30 pi) de haut et sont longs d'environ 90 × 60 m. Au nord et à l'est se dressent des tours rondes de 12 mètres (39,37 pi) de haut.

## Aujourd'hui
La forteresse de Bashtovë devrait être réhabilitée par EU4Culture.

## Voir également
- Châteaux en Albanie
- Sites du patrimoine mondial en Albanie
- Albanie vénitienne